# Massaria ulmi
Massaria ulmi är en svampart som tillhör divisionen sporsäcksvampar, och som beskrevs av Karl Wilhelm Gottlieb Leopold Fuckel. Massaria ulmi ingår i släktet Massaria, och familjen Massariaceae. Arten är reproducerande i Sverige.